# NGC 2800
NGC 2800 (również PGC 26302 lub UGC 4920) – galaktyka eliptyczna (E), znajdująca się w gwiazdozbiorze Wielkiej Niedźwiedzicy. Odkrył ją William Herschel 17 marca 1790 roku.